# Rajhorod (obwód czerkaski)
Rajhorod (ukr. Райгород) – wieś na Ukrainie, w obwodzie czerkaskim, w rejonie czerkaskim, w hromadzie Mychajliwka. W 2001 liczyła 1350 mieszkańców, wśród których 1326 wskazało jako ojczysty język ukraiński, 23 rosyjski, a 1 mołdawski.